# Letnice
Letnice, také padesátnice, Seslání Ducha svatého, Boží hod svatodušní či Svatodušní svátky (latinsky pentecostes, řecky πεντεκοστή (ἡμέρα) pentekosté (hémerá) padesátý den), jsou křesťanský svátek slavený 50 dnů po Velikonocích a 10 dnů po svátku Nanebevstoupení Páně. Teologicky se tento svátek vztahuje v židovství k předání Zákona na Sinaji (Svátku týdnů, Šavu'ot‎) a v křesťanství k seslání Ducha svatého na apoštoly po Ježíšově nanebevstoupení.

## Historické slavení Seslání Ducha svatého
Ve starověku slavila tento svátek církev již poměrně brzy; první zmínky se objevují však až ve 3. století. Protože v křesťanském chápání letnicemi vrcholí padesátidenní oslava Velikonoc, byly (a nadále jsou) letnice považovány za jednu z nejvýznamnějších křesťanských slavností vůbec. Ve 4. století se začala v předvečer této slavnosti slavit vigilie a po ní se slavil oktáv Seslání Ducha svatého. Liturgická barva letnic byla vždy červená – tento zvyk zřejmě pochází ze slavnostního římského oděvu, který byl barven purpurem. Červená barva roucha, ve kterém tento den kněz celebroval při křesťanských bohoslužbách, vychází z barvy ohnivých jazyků, které vyšlehly z nebe za mocného hukotu vichru – při Seslání Ducha svatého na apoštoly – a označily každého z nich, jak popisují Skutky apoštolů – pátá kniha Nového zákona. Dřevěná nebo živá holubice spouštěná z chrámové klenby za zvuku trub  pak symbolizovaly Ducha svatého a bouření vichru.
V českých zemích se letnice slavily od příchodu křesťanství, avšak ještě dlouho poté v lidové zbožnosti přetrvávají pohanské obyčeje, byť naroubované na nové náboženství křesťanského hegemona, jak dokládá i kronikář Kosmas, když roku 1092 píše o knížeti Břetislavu II., že vyháněl ze země čarodějníky, věštce a pohanské hadače. Kníže vykořenil podle Kosmy též „obyčeje pověrečné, které vesničané, posud polopohané, o Letnicích v outerý nebo ve středu zachovávali, přinášejíce dárky ke studánkám, oběti zabíjeli a zlým duchům obětovali“. Slavnosti starých Slovanů, tzv. rusalné svátky (rusalje), spjaté mimo jiné s oběťmi zemřelým předkům a u východoslovanských kultur zasvěcené rusalkám, mají název odvozen od starořímských slavností rosalia (dies rosae, den růží) spojených se svátkem růží a zemřelých – ochrannou a prosperitní magií, a s pozůstatky, které je možné vysledovat v celém evropském kulturním okruhu v pojmenování svátku i v podobě části zvyků (viz také Jan Hanuš Máchal). Na Valašsku se v domácnostech na stropní trámy, nad kolébky či postýlky dětí zavěšovaly holubice – symboly Ducha svatého – s tělíčky z vyfouknutých vajíček s křídly a ocasem z navarhánkovaného papíru, aby děti chránily i zabavily. Také původní židovské starozákonní Letnice, ze kterých ty křesťanské přímo vycházejí, byly původně svátky prosperitního  typu – zemědělským svátkem majícím podstatu v obětování prvního chleba z nové mouky jako díkůvzdání Hospodinu za žně (Šavuot, Svátek týdnů), a oslavou darování Tóry (Zákona – knihy zákonů stvořenou Bohem) Mojžíšovi na hoře Sinaj se staly později.
Označení Letnice je typické pro západní církev, zatímco termín Padesátnice je užíván zejména ve východním křesťanství. V lidové tradici byly též označovány "zelenými svátky". V sobotu před „Svatodušními“ (lidově „zelenými“) svátky hospodyně uklidily dům a vyzdobily jej zvenku i zevnitř zelenými lipovými větvemi a kvítím. Zelené větvičky se zasouvaly za okna a ve světnici byl ověnčený především tzv. „svatý kout“, roh obytné světnice se svatými obrázky a krucifixem (symbolu ukřižovaného  Ježíše Krista s jeho tělem), aby měl v neděli Duch svatý (až přijde do příbytku v podobě holubice), kde spočinout. Zpravidla tam byl i stůl a nad ním visela dřevěná holubice (symbol Ducha svatého). V sobotní předvečer se také po celé vsi ozývalo práskání bičů, střílení z pušek a pistolí a zvonění klíči. Hluk sloužil jako magický prostředek proti "temným silám" a také měl připomínat hukot vichru s ohnivými jazyky, který doprovázel příchod Ducha svatého.

## Datum letnic
Výpočet data slavení svatodušních svátků je závislý na výpočtu data Velikonoc, který se však liší v západní a východní církvi. Letnice (Neděle Svatodušní) připadají na padesátý den po slavnosti Zmrtvýchvstání Páně (Boží hod Velikonoční), počítaje v tom po starověkém způsobu i tento den; Seslání Ducha svatého je tak osmou nedělí velikonoční doby, kterou tato doba končí. Pro následující roky letnice připadají na tyto dny:
| Rok  | Letnice v západní církvi | Letnice ve východní církvi |
| 2005 | 15. května               | 19. června                 |
| 2006 | 4. června                | 11. června                 |
| 2007 | 27. května               | 27. května                 |
| 2008 | 11. května               | 15. června                 |
| 2009 | 31. května               | 7. června                  |
| 2010 | 23. května               | 23. května                 |
| 2011 | 12. června               | 12. června                 |
| 2012 | 27. května               | 3. června                  |
| 2013 | 19. května               | 23. června                 |
| 2014 | 8. června                | 8. června                  |
| 2015 | 24. května               | 31. května                 |
| 2016 | 15. května               | 19. května                 |
| 2017 | 4. června                | 4. června                  |
| 2018 | 20. května               | 27. května                 |
| 2019 | 9. června                | 16. června                 |
| 2020 | 31. května               | 7. června                  |
| 2021 | 23. května               |                            |
| 2022 | 5. června                |                            |
| 2023 | 28. května               |                            |
| 2024 | 19. května               |                            |
| 2025 | 8. června                |                            |
| 2026 | 24. května               |                            |

V západní církvi je nejdřívější možné datum letnic 10. května (jako v roce 1818 a 2285) a nejpozdější možné datum je 13. června (jako v roce 1943 a 2038).

## Svatodušní pondělí
V katolické církvi se až do Druhého vatikánského koncilu svatodušní svátky slavily po dva dny a svatodušní pondělí bylo zasvěceným svátkem i v první Československé republice. O těchto dvou dnech bylo možné také žehnat křestní vodu, křtít (i dospělé) a biřmovat.
Svatodušní pondělí je nadále volným dnem v Německu, Rakousku, Maďarsku, Belgii, Lucembursku, Lichtenštejnsku, Nizozemí, Švýcarsku, Norsku, Dánsku, Rumunsku, Velké Británii, Argentině i Uruguayi, na Islandu, Kypru  a v Řecku. Od roku 2008 je opět volným dnem ve Francii, když v letech 2005–2007 vláda volno neúspěšně zrušila jako „den solidarity“ na financování sociálních akcí pro seniory.
V Polsku a v Argentině se na svatodušní pondělí slaví památka Panny Marie Matky Církve. Dekretem Kongregace pro bohoslužbu a svátosti z 11. února 2018 bylo slavení této památky rozšířené na celou církev.
V týdnu po Svatodušním pondělí ctí katolická církev (od roku 2015 i v ČR) "Svátek Ježíše Krista, nejvyššího a věčného kněze" (latinsky festum Domini nostri Iesu Christi Summi et Æterni Sacerdotis). Slaví ve čtvrtek po slavnosti Seslání Ducha svatého v zemích, jejichž biskupská konference požádala Svatý stolec o jeho zařazení do svého liturgického kalendáře.

## Slavnost Nejsvětější Trojice
Slavnost Nejsvětější Trojice následuje další neděli po neděli Svatodušní. Poté následuje svátek „Božího Těla“ (Corpus Cristi) v posledních dvou stoletích slavený průvody mimo kostel, zpravidla ve čtvrtek (za 1. ČSR den pracovního klidu, v současné době jej v Čechách některé farnosti slaví až následující neděli), kterým letnice končí. V současnosti katolická liturgie svátky "Slavnost Nejsvětější Trojice" a tudíž i "Slavnost Těla a Krve Páně" počítá do liturgického mezidobí a tudíž vyjímá i ze svátků "Letnic", které redukuje na Svatodušní svátky a volné Svatodušní pondělí. Slavnost Božího Těla (ve čtvrtek) je v současnosti též volným dnem v řadě zemí (Německo, Rakousko, Uruguay, Polsko, Madrid ve Španělsku).

## České pranostiky

### Svatodušní neděle
- O svatém Duše choď ještě v kožiše.
- Na Svatého Ducha nesvlékej kožicha
- Po svatém Duchu nezbavuj se kožichu.
- Déšť o letnicích – slunce na Boží tělo.
- Na Svatého ducha bláto – bude laciné mláto.
- Prší-li na Svatého Ducha, jsou klepána žita.
- Prší-li o svatém Duše, bývá po něm málo suše.
- Na Svatý Duch do vody buch!
- Svatý Duch přinese plný pytel much.

### Svatodušní pondělí
- Pohoda na svatodušní pondělí slibuje úrodu.
- Když prší v pondělí svatodušní, bude zkáza na sena.

## Zvyky
- Jízda králů na Slovácku, Hané a Brněnsku.
- Střílení ku ptáku – střílelo se na tyč, na které byl uvázán původně živý pták, později jeho atrapa. Střílelo se z kuše, později z pušek. Kdo sestřelil z tyče poslední kousek „ptáka“, stal se pro ten rok králem střelců.
- Zpěv vodního ptáka – tento zvyk se šířil na Šumavě u německého obyvatelstva, přišel patrně z Bavorska v 17. století. Chlapci označili jednoho mezi sebou za vodního ptáka a poté chodili po vsi, zpívali, tropili vtípky a dostávali výslužku.[10]
- Škračení (smažení) vajec v přírodě – valašský zvyk[11]
- "Hon na Krále"-hledání krále na Svatodušní pondělí.

## Psaní velkých písmen
V souladu s jazykovými příručkami jsou podoby Boží hod svatodušní, Hod Boží svatodušní (bez honorifikace Hod boží svatodušní), slavnost Seslání Ducha svatého (tolerovat lze i podobu slavnost Seslání Ducha Svatého) či slavnost Seslání svatého Ducha (tolerovat lze i podobu slavnost Seslání Svatého Ducha), Svatodušní svátky (tolerovat lze i podobu svatodušní svátky) a letnice (tolerovat lze i podobu Letnice) či padesátnice (tolerovat lze i podobu Padesátnice).
V případě, že není míněn svátek, ale samotná událost, kterou svátek připomíná, je namístě psát seslání Ducha svatého (tolerovat lze i podobu slavnost Seslání Ducha Svatého) či seslání svatého Ducha (tolerovat lze i podobu slavnost Seslání Svatého Ducha).
Alternativní kodifikaci navrhují autoři publikace Psaní velkých písmen v češtině. Doporučují užívat podoby Boží hod Svatodušní (bez honorifikace boží hod Svatodušní), hod Boží Svatodušní (bez honorifikace hod boží Svatodušní), Letnice a Padesátnice.